# موسيقى الغالانت

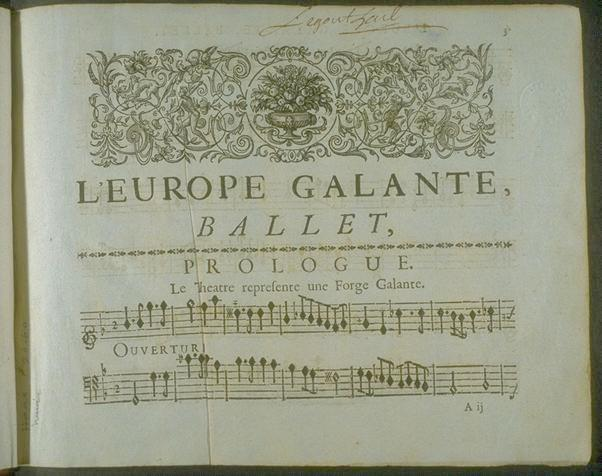

في الموسيقى، تُشير الغالانت إلى النمط الرائج منذ عشرينيات القرن الثامن عشر حتى سبعينياته. شملت هذه الحركة عودة إلى بساطة الجاذبية ومباشرتها بعد التعقيد الذي جاء في أواخر عصر الباروك. كان ذلك يعني وجود ألحان أبسط وأقرب إلى الأغنية بالإضافة إلى انحسار استخدام البولفونية والعبارات القصيرة الدورية وتراجع المفردات المتناغمة التي تُشدد على التمييز المنشط المهيمن الواضح بين العزف المنفرد والمرافق. كان كارل فيليب إيمانويل باخ ودانيال غوتلوب تورك من بين أبرز واضعي النظريات في أواخر القرن الثامن عشر، وقارنوا الغالانت مع الأنماط «المتعلمة» و«المقيدة» (باخ 1735، المواضع الأخرى، تورك 1789، ص405). تمكِن رؤية النمط الألماني الحساس، الذي يسعى للتعبير عن العواطف الشخصية والحساسية، إما بكونه وثيق الصلة باللهجة الألمانية الشمالية لنمط الغالانت الدولي أو بكونه مقارنًا به، كما هو الحال بين موسيقى كارل فيليب إيمانويل باخ، الذي أسس كلا النمطين، وموسيقى يوهان كريستيان باخ الذي أخذ بنمط الغالانت بعيدًا وكان أقرب إلى الكلاسيكية. كان هذا النوع الموسيقي جزءًا من حركة الغالانت الواسعة على صعيد الفن في ذاك الحين.
تُشتق كلمة غالانت من الفرنسية حيث كانت مستخدمة منذ القرن السادس عشر على الأقل. في أوائل القرن الثامن عشر، وصف رجل الغالانت شخصًا يتبع الموضة أنيقًا ومثقفًا وفاضلًا. يبدو أن واضع النظريات الألماني يوهان ماتيسون قد أُغرم بهذا المصطلح. يذكر في عنوان أول منشوراته -عام 1713، الأوركسترا التي افتُتحت حديثًا- تعليمات شاملة وعالمية مثل رجل الغالانت للحصول على مفهوم مثالي لعظمة الموسيقى النبيلة وكرامتها. (استخدم ماتيسون النمط الروماني للتشديد على العديد من التعابير غير الألمانية عوضًا عن النمط القوطي المستخدم هنا بخط مائل (ماتيسون 1713، عنوان الصفحة، هارتز آند براون 2001)). من الجلي أن ماتيسون كان أول من أشار إلى «نمط الغالانت» في الموسيقى من خلال عمله الأوركسترا البحثية في عام 1721. اعترف بوجود نمط حديث وخفيف، قلم حبر الغالانت الواحد، وذكر أسماء أبرز ممارسيه وهم: جيوفاني بوننشيني وأنطونيو كالدارا وغيورغ فيليب تيليمان وألساندرو سكارلاتي وأنطونيو فيفالدي وجورج فريدريك هاندل (هارتز 2003، ص 18). شكل ذلك كله الأوبرا الجادة الإيطالية، وهي نمط موسيقي يخضع لقيادة الصوت، بينما بقيت الأوبرا الشكل المركزي لموسيقى الغالانت. لم تكن الموسيقى الجديدة مهمة مثل موسيقى البلاط بقدر ما كانت موسيقى مدينة: أما المدن التي شدد عليها دانيال هارتز، مؤرخ حديث لهذا النوع، فكانت في أولها كل من نابولي والبندقية ودردسن وبرلين وشتوتغارت ومانهايم وباريس. أمضى العديد من المؤلفين الموسيقيين فترة عملهم في مدن أقل مركزية، ومن بين الأشخاص الذين اعتُبروا مستهلكين أكثر من كونهم منتجين لنمط الغالانت: يوهان كريستسان باخ وكارل فريدريش هابيل وجيوفاني بايسيلو في سانت بطرسبرغ وغيورغ فيليب تيليمان ولويجي بوكريني في مدريد.
توازى رفض الكثير من الصيغ والتعلم المتراكم في الموسيقى مع الرفض الذي جاء في أوائل القرن العشرين للهيكل الكامل لعلاقات المقامات الموسيقية. لم يُسر جميع المعاصرين بهذا التبسيط الثوري: تحدث يوهان سامويل بيتري -في عمله تعليمات للموسيقى العملية (1782)- عن «الكارثة العظمى في الموسيقى» (بلوم 1970، ص 20).
جاء معظم التغيير مع ولادة الرومانسية كما كان في الكلاسيكية. جاء عنصر الأغنية الشعبية، مثل اللحن الشجي الغنائي في موسيقى الغالانت، في الشعر إلى العلن على يد توماس بيرسي في عمله آثار الشعر الإنجليزي القديم (1765) وجيمس ماكفيرسن في عمله ابتكارات «أوسيان» خلال ستينيات القرن الثامن عشر.
تُعتبر بعض الأعمال الموسيقية اللاحقة لتيليمان وأبناء باخ، يوهان كوانتز ويوهان هاينريش هاس وجيوفاني باتيستا وغيوسيب تارتيني وبالداسار غالوبيب ويوهان شتاميتز ودومينيكو البرتي فولفغانغ أماديوس موتسارت، من الأمثلة عن نمط الغالانت.